# Pristimantis rhodostichus
Espèce
Synonymes
- Eleutherodactylus rhodostichus Duellman & Pramuk, 1999

Statut de conservation UICN

 LC  : Préoccupation mineure
Pristimantis rhodostichus est une espèce d'amphibiens de la famille des Craugastoridae.

## Répartition
Cette espèce se rencontre entre 1 080 et 1 800 m d'altitude :
- en Équateur sur la cordillère La Curintza dans la province de Zamora-Chinchipe ;
- au Pérou sur le versant est de la cordillère Centrale dans les régions d'Amazonas et de San Martín.

## Description
Le mâle mesure holotype 19,3 mm.

## Publication originale
- Duellman & Pramuk, 1999 : Frogs of the genus Eleutherodactylus (Anura: Leptodactylidae) in the Andes of northern Peru. Scientific Papers Natural History Museum the University of Kansas, no 13, p. 1-78 (texte intégral).